# 斯韋托戈爾斯克
61°06′30″N 28°51′30″E / 61.10833°N 28.85833°E
斯韋托戈爾斯克（俄语：Светого́рск）是俄羅斯列寧格勒州的一個城市，位於聖彼得堡西北207公里，距芬蘭邊境僅1公里。2002年人口為15,698人。
1887年建立。1940年根據《莫斯科和平協定》由芬蘭割讓予蘇聯。